# Купряково
Купряко́во (рос. Купряково) — село у складі Шелопугінського району Забайкальського краю, Росія. Входить до складу Шелопугінського сільського поселення.

## Населення
Населення — 86 осіб (2010; 107 у 2002).
Національний склад (станом на 2002 рік):
- росіяни — 100 %